# Giffard Cove
Die Giffard Cove ist eine 1,5 km breite Bucht an der Danco-Küste des Grahamlands auf der Antarktischen Halbinsel. Sie liegt am Westufer der Charlotte Bay.
Teilnehmer der Belgica-Expedition (1897–1899) unter der Leitung des belgischen Polarforschers Adrien de Gerlache de Gomery kartierten sie, nahmen jedoch keine Benennung vor. Das UK Antarctic Place-Names Committee benannte sie 1960 nach dem französischen Ingenieur Henri Giffard (1825–1882), Konstrukteur und Pilot des ersten steuerbaren Luftschiffs.